# Heike Parplies
Heike Parplies (* 1971 in Antwerpen, Belgien) ist eine deutsche Filmeditorin.
Heike Parplies studierte Medienwissenschaft in Marburg. Seit 1999 ist sie zunächst als Schnittassistentin, später als Filmeditorin tätig. 2009 wurde sie mit dem Schnitt-Preis der Filmstiftung NRW für den Film Alle anderen geehrt, 2017 für Toni Erdmann.
Parplies ist Mitglied der Deutschen Filmakademie. Im Jahr 2022 wurde sie in die Academy of Motion Picture Arts and Sciences (AMPAS) berufen, die alljährlich die Oscars vergibt.

## Filmografie
- 2003: Der Wald vor lauter Bäumen
- 2007: Die Überflüssigen
- 2009: Alle anderen
- 2010: Eichmanns Ende – Liebe, Verrat, Tod
- 2010: Die Kinder von Blankenese
- 2011: Totem
- 2011: Carl & Bertha
- 2012: Continuity (Kurzfilm)
- 2012: Manche mögen’s glücklich
- 2013: Eine mörderische Entscheidung
- 2014: Besser als Nix
- 2014: Der Rücktritt
- 2015: Meine Tochter Anne Frank
- 2016: Toni Erdmann
- 2016: Tatort: Borowski und das verlorene Mädchen (Filmreihe)
- 2017: Tod einer Kadettin
- 2018: Polizeiruf 110: Crash
- 2019: Polizeiruf 110: Zehn Rosen
- 2019: Die Sehnsucht der Schwestern Gusmão (A Vida Invisível De Eurídice Gusmão)
- 2020: Kiss Me Kosher
- 2021: Niemand ist bei den Kälbern
- 2021: Tatort: Die Kalten und die Toten
- 2021: Ostfriesenangst
- 2021: Toubab
- 2023: Firebrand
- 2024: Die Kaiserin (Fernsehserie, 2 Folgen)